# Charles Henry Dessalines d'Orbigny
Charles Henry Dessalines d'Orbigny (1806-1876) là một nhà thực vật học và địa chất học người Pháp chuyên nghiên cứu về kỷ Đệ Tam ở Pháp. Ông là em trai nhà tự nhiên học kiêm nhà thám hiểm Nam Mỹ Alcide d'Orbigny (1802-1857). Làm việc tại Bảo tàng Lịch sử Tự nhiên Quốc gia ở Paris từ năm 1834 tới năm 1864, d'Orbigny đã nhận dạng nhiều loài thực vật có hoa từ những mẫu vật được chuyển về Pháp từ những cuộc thám hiểm của người anh trai trong khắp khu vực Nam Mỹ.
Ông là người chỉ đạo phát hành bộ sách Dictionnaire universel d’histoire naturelle (Từ điển Lịch sử Tự nhiên Thế giới) gồm 16 tập giai đoạn 1841-1849, ấn bản lần 2 năm 1861, được coi là một trong những bách khoa toàn thư tốt nhất về lịch sử tự nhiên trong thế kỷ 19 (tái phát hành một phần năm 2007).